# Elaeagnus mollis
Espèce
Statut de conservation UICN

 VU A1cd : Vulnérable
Elaeagnus mollis est une espèce de plantes à fleurs de la famille des Elaeagnaceae.

## Publication originale
- Botanische Jahrbücher für Systematik, Pflanzengeschichte und Pflanzengeographie 36(5, Beibl. 82): 78. 1905.